# 蓬萊照子
蓬萊 照子（ほうらい てるこ、1949年7月4日 - ）は、日本の女優、声優。栃木県出身。地球儀所属。

## 来歴
青山杉作記念俳優養成所出身。
以前はスターダス・21に所属していた。

## 人物
趣味は読書、裁縫、小道具制作。特技は新内名取、日本舞踊、三味線、指圧。

## 出演作品

### 映画
- 星に語りて～Starry Sky～（監督:松本動）（2018年） - 高橋トキ 役

### テレビドラマ
- どんど晴れ（関谷の妻）
- 松本清張・最終章 わるいやつら（第3話）
- 絶対零度〜特殊犯罪潜入捜査〜（第1話）
- 相棒 Season 12 ‐ 西牟田郁子 役
- はぐれ署長の殺人急行1（2016年） ‐ 町村孝子 役
- 最後の鑑定人 第3話（2025年7月23日、フジテレビ） - 福永商店の店主 役

### ウェブドラマ
- 透明なわたしたち（2024年10月、ABEMA） - 大家 役

### 吹き替え
- ER緊急救命室
  - シーズン9 #9（メロディ・クランストン〈エレイン・ブロンカ〉）
  - シーズン10（ヴィッキー・フォード〈ブレア・ブラウン〉）
  - シーズン11 #1（アモロソ〈ペトレア・バーチャード〉）
  - シーズン12 #15（バクスター〈レノラ・メイ〉）
- グッド・ワイフ（ビクトリア）
- クリミナル・マインド FBI行動分析課（ダイアナ・リード、シーズン2#1 女医、シーズン3#19 ニーナ・ムーア）
- 刑事ヴァランダー2 白夜の戦慄
- ザ・コンテンダー（レイン・ハンソン）
- CSI:11 科学捜査班（ドクター・プレスコッタ）
- CSI:マイアミ（イェリーナ・サラス）
- シカゴ・メッド（シャロン・グッドウィン[4]）
- 情愛と友情
- スプリング・ガーデンの恋人
- 月のひつじ（メイ）
- デスパレートな妻たち6
- テラノバ/Terra Nova（デボラ）
- Dr.Tと女たち
- プリズン・ブレイク（クリスティーナ・ローズ・スコフィールド）
- みなさん、さようなら
- 名探偵ポワロ オリエント急行の殺人（ヒルデガード・シュミット）
- ROME［ローマ］（セルウィリア）
- 私はケイトリン（女医）

### テレビアニメ
- アクエリオンロゴス（2015年、灰吹静[5]）
- 謎解きはディナーのあとで（2025年、藤倉文代[6]）